# Elias Andersson
Nils Erik Elias Andersson (ur. 31 stycznia 1996 w Hässleholm) – szwedzki piłkarz występujący na pozycji obrońcy w Lechu Poznań oraz w reprezentacji Szwecji.

## Kariera klubowa
W lipcu 2023 roku podpisał trzyletni kontrakt z Lechem Poznań. 22 lipca zadebiutował w Ekstraklasie w wygranym 2:1 meczu z Piastem Gliwice.

## Kariera reprezentacyjna
12 stycznia 2023 zadebiutował w reprezentacji Szwecji w towarzyskim meczu z Islandią (2:1), w którym zdobył bramkę.
Bramki w reprezentacji
| Lp. | Data             | Miejsce                     | Przeciwnik | Bramka | Rezultat | Ranga meczu     |
| --- | ---------------- | --------------------------- | ---------- | ------ | -------- | --------------- |
| 1.  | 12 stycznia 2023 | Estádio Algarve, Faro/Loulé | Islandia   | 1:1    | 2:1      | Mecz towarzyski |

## Sukcesy
Szwecja U-17
- brązowy medal mistrzostw świata: 2013

### Lech Poznań
- Mistrzostwo Polski: 2024/2025